# 募役法
募役法（ぼえきほう）は、北宋の王安石の改革における政策のひとつ。農民から従来の力役にかえて集めた免役銭を財源に、政府が失業者を低賃金で雇い力役を務めさせた。別名は「免役法」。

## 背景
従来、宋で実施されていた差役法は、農村における租税徴収、治安維持、官物の輸送などにあたって農民を徴発していた。これが、中小地主や自作農にとって過重な負担であった。
宋代には、土地財産を持つ農民は、その所有高により九等の戸などに分けられ、上四等戸は職役を強制された。職役とは、官の送迎租税や戸口台帳の作成、州郡の倉庫管理などの徴税業務、租税として徴収した米穀などの運搬、官の送迎、警察の捕り手などの業務などの、単純な力仕事よりも一歩進んだ徭役のことで、行政の円滑な運用に不可欠であった。
しかし、負担が重いだけでなく、官吏からの賄賂の要求も相次ぎ、さらに事故発生時には形勢戸が賠償責任を負ったため、これが元で破産してしまう形勢戸も少なくなかった。

## 内容
1070年（熙寧3年）に開封周辺で試験的に運用が始まり、翌1071年10月から全国に施行された。主戸に対しては職役を課さず、そのかわりとして免役銭を収めさせ（金納化）、それを使って人を雇い、職役を行わせた。
官戸・寺院・道観（道教の寺院）・坊郭戸（都市住民）・単丁戸（丁（働き手の男性）が一人しかいない戸）・未成丁戸（まだ丁になっていない子供しかいない戸）・女戸（女性しかいない戸）など、従来は職役が免除対象であった人々からも、助役銭という名義で免役銭の半分を徴収した。